# Estische euromunten

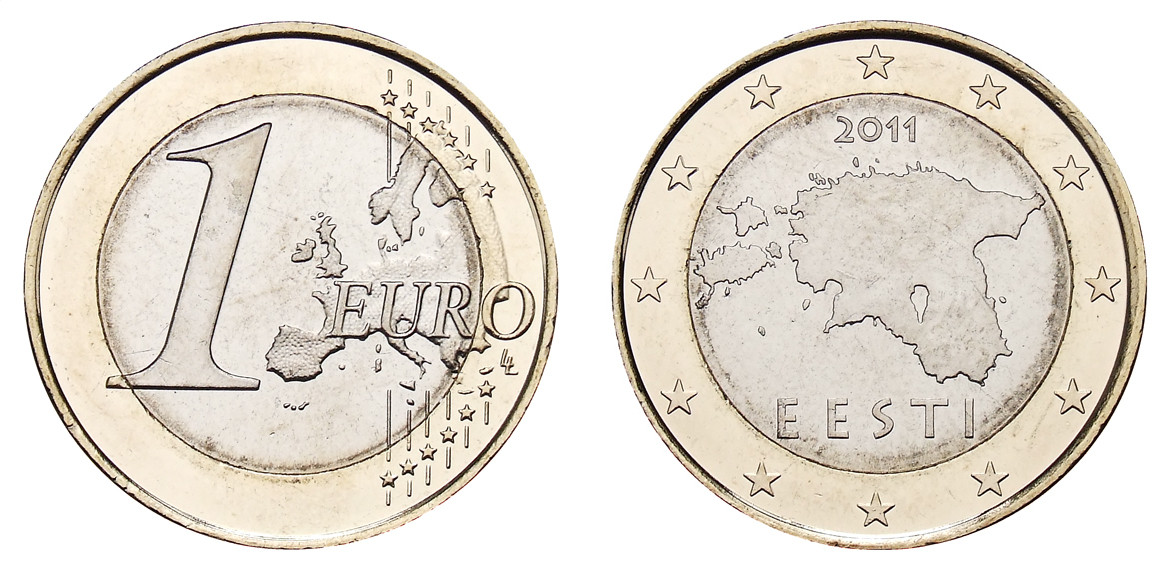

De ontwerpen voor de nationale zijde van de Estische euromunten tonen elk dezelfde afbeelding. Dit ontwerp is gemaakt door de Est Lembit Lõhmus en toont een kaart van Estland tezamen met het woord Eesti (Estland), omgeven door de twaalf sterren van de Europese Unie. Dit ontwerp werd in december 2004 door het Estische volk uit tien kanshebbers gekozen.
Estland werd op 1 mei 2004 lid van de Europese Unie, gelijktijdig met Cyprus, Hongarije, Letland, Litouwen, Malta, Polen, Slovenië, Slowakije en Tsjechië. Alle nieuwe lidstaten zijn verplicht de euro aan te nemen en mogen een eigen afbeelding ontwerpen voor de nationale zijde van de munten. Estland was de eerste van de tien nieuwe lidstaten uit 2004 die zijn ontwerp bekendmaakte.
Vanaf 1 januari 2011 ruilde Estland officieel de Estische kroon in voor de euro. Het land kreeg de toestemming daarvoor al op 12 mei 2010 van de Europese Commissie.
| € 0,01            | € 0,02 | € 0,05             |
| ----------------- | ------ | ------------------ |
|                   |        |                    |
| Kaart van Estland |        |                    |
| € 0,10            | € 0,20 | € 0,50             |
|                   |        |                    |
| Kaart van Estland |        |                    |
| € 1,00            | € 2,00 | rand van €2-munten |
|                   |        |                    |
| Kaart van Estland |        |                    |

## Herdenkingsmunten van € 2
- Herdenkingsmunt van 2012: Gemeenschappelijke uitgifte naar aanleiding van de 10de verjaardag van de invoering van de euro
- Herdenkingsmunt van 2015: Gemeenschappelijke uitgifte naar aanleiding van het 30-jarig bestaan van de Europese vlag
- Herdenkingsmunt van 2016: 100ste geboortedag van Paul Keres
- Herdenkingsmunt van 2017: De weg naar onafhankelijkheid
- Herdenkingsmunt van 2018: Gemeenschappelijke uitgifte met Letland en Litouwen naar aanleiding van de 100ste verjaardag van de oprichting van de onafhankelijke Baltische staten.
- Herdenkingsmunt van 2018: 100ste verjaardag van de Republiek Estland
- Herdenkingsmunt van 2019: 150-jarig bestaan van het Estisch Zangfeest
- Herdenkingsmunt van 2019: 100ste verjaardag van de oprichting van de Eststalige Universiteit van Tartu
- Herdenkingsmunt van 2020: 200ste verjaardag van de ontdekking van Antarctica
- Herdenkingsmunt van 2020: 100ste verjaardag van de ondertekening van het Vredesverdag van Tartu
- Herdenkingsmunt van 2021: Fins-Oegrische volkeren
- Herdenkingsmunt van 2021: De wolf, het nationale dier van Estland
- Herdenkingsmunt van 2022: 150ste verjaardag van de oprichting van het Estse literaire genootschap
- Herdenkingsmunt van 2022: Gemeenschappelijke uitgifte naar aanleiding van het 35-jarig bestaan van het ERASMUS-programma
- Herdenkingsmunt van 2022: Slava Ukraini
- Herdenkingsmunt van 2023: De boerenzwaluw, de nationale vogel van Estland
- Herdenkingsmunt van 2024: De korenbloem, de nationale bloem van Estland
- Herdenkingsmunt van 2025: 500ste verjaardag van de eerste gedrukte tekst in de Estse taal